# Kyphiacris andeana
Kyphiacris andeana är en insektsart som beskrevs av Frédéric Carbonell och Marius Descamps 1978. Kyphiacris andeana ingår i släktet Kyphiacris och familjen gräshoppor. Inga underarter finns listade i Catalogue of Life.